# Dvotaktni motor
Dvotaktni motor je motor s unutarnjim izgaranjem koji cijeli svoj radni ciklus obavi u dva takta ili jedan krug koljenastog vratila
. Time se razlikuje od četverotaktnog motora koji to obavi za dva kruga. 
Dva takta dvotaktnog motora su:
1. TAKT – izmjena medija i kompresija
2. TAKT – izgaranje i ekspanzija (radni takt)
Dvotaktni motor prilikom svakog kruga koljeničaste osovine ima jedno izgaranje i ekspanziju (radni takt), za razliku od četverotaktnog koji ima jedan radni takt svaka dva kruga koljeničaste osovine. Time teoretski dvotaktni motor ima duplo veći radni učin od četverotaktnog motora.

## Teoretski dijagram dvotaktnog dizelskog motora
Na dijagramima točke predstavljaju:
1-Kraj ispuha i usisa, početak kompresije
2-Kraj kompresije, ubrizgavanje goriva, početak izgaranja
3-Kraj izgaranja, početak ekspanzije
4-Kraj ekspanzije, početak izmjene medija u cilindru(ispuha i usisa)
Shodno ovim točkama, cijeli proces se može podijeliti u dva takta:
prvi takt - izmjena medija i kompresija - traje od točka 4 do točke 2
drugi takt - izgaranje i ekspanzija - traje od točke 2 do točke 4
Postoje različita tumačenja gdje spada područje od točke 4 do točke 1, pa se može pronaći i tumačenje da taj dio pripada drugom taktu, osim same točke 1 u kojoj se dešava trenutna izmjena medija. Obje teorije imaju svoje argumente i svoje pobornike, te se smatraju podjednako ispravnima.

Napomena: Kod dvotaktnih motora termin usis je zamijenjen terminom ispiranje, jer medij koji ulazi u cilindar ispire cilindar od zaostalih ispušnih plinova.

## Konstrukcijske karakteristike i način rada
Dvotaktni motor je po svojim konstrukcijskim obilježjima mnogo jednostavniji od četverotaktnog motora. Neki dijelovi koji su neophodni za rad četverotaktnog motora, kod dvotaktnog ne postoje; primjer su usisni ventili, zajedno s podizačima i kvrgama, a kod velike većine jednostavnih dvotaktnih motora, bez ventila uopće (nema ni ispušnih). Time se pojednostavljuje i pojeftinjuje izvedba motora. Košuljice dvotaktnih motora su napravljene s kanalima, kroz koje se vrši izmjena medija, tako da kod svakog dvotaktnog motora imamo ispirne kanale, a kod onih bez ventila i ispušne. 
Jedna od karakteristika dvotaktnih benzinskih motora je da se mogu izvesti i bez ulja u karteru, tada rade na mješavinu ulja i goriva, obično u mješavinama 2-4% ulja u njoj, pri čemu ulje u mješavini služi za podmazivanje ležajeva i prstenova (primjer takve izvedbe je legendarni Tomos 4). 
Kompresija počinje trenutkom zatvaranja ispušnog kanala, kojeg zatvara klip u svom gibanju prema gore. Kompresija traje do nešto prije GMT, kada dolazi do paljenja smjese ili ubrizgavanja goriva u cilindar. Klip inercijom prolazi GMT, te se započinje gibati ka DMT u ekspanziji. Ekspanzija završava trenutkom otvaranja ispušnog kanala, kada ispušni plinovi pod tlakom 'jurnu' iz cilindra u ispušnu cijev čime počinje izmjena medija u cilindru. Zatim klip u svom gibanju otvara ispirne kanale i zrak koji je tlačen u podstapnom prostoru ulazi u cilindar i ispire cilindar od preostalih plinova. Tijekom gibanja oko DMT, oba kanala su otvorena, i ispušni i ispirni, te dio zraka (ili smjese) odlazi u ispušnu cijev. Klip svojim gibanjem ka GMT zatvara prvo ispirne kanale, a zatim i ispušne, te počinje kompresija. Ispuh se temelji na istjecanju ispušnih plinova iz cilindra (s većeg na manji tlak), malim dijelom na inerciji, a zatim i na tlaku ispirnog zraka koji ulazi u cilindar.

## Stvarni dijagram dvotaktnog motora
Dijagram desno prikazuje stvarni indicirani dijagram dvotaktnog motora. Oznake su prikazane samo na pravcu volumena i označavaju:
Vk-obujam kompresije (volumen iznad čela stapa kada je stap u GMT
Vc-obujam cilindra-(volumen iznad čela stapa kada je stap u DMT
Oe-Točka kada se otvaraju ispušni kanali
Os-Točka kada se otvaraju ispirni kanali
Razlika od teoretskog dijagrama je vidljiva najbolje na razvodnom dijagramu lijevo, na kojima niti jedna od karakterističnih točaka nije u mrtvoj točki, nego je ili prije ili poslije nje. Time se dio hoda stapa (dakle dio teoretske kompresije i ekspanzije koristi za izmjenu medija u cilindru, kao i za izgaranje. 
Točke na razvodnom dijagramu su sljedeće:
Oe-Točka kada se otvaraju ispušni kanali
Os-Točka kada se otvaraju ispirni kanali
Ce-Točka kada se zatvaraju ispušni kanali
Cs-Točka kada se zatvaraju ispirni kanali
Na indiciranom dijagramu, od trenutka zatvaranja kanala klipom (Oe) počinje kompresija, koja traje do trenutka početka izgaranja, koji je nešto prije GMT (žutom bojom označen na razvodnom dijagramu). Na indiciranom dijagramu nije označen, ali ga se može otprilike odrediti trenutkom naglog porasta tlaka u cilindru. Tlak raste do najvećeg, te se tijekom izgaranja (zaostalog) tlak zadržava blizu maksimalnog. Kraj izgaranja obilježava početak naglijeg pada tlaka (ekspanzija u cilindru). U trenutku otvaranja ispušnih kanala, tlak počinje padati naglo i spušta se ispod atmosferskog kod motora bez prednabijanja. U trenutku Os se otvaraju ispirni kanali i zrak ulazi u cilindar, smanjujući donekle podtlak koji u njemu vlada. Zaustavljanjem gibanja klipa (DMT), dolazi do porasta tlaka u cilindru, koji raste na tlak ispirnog zraka. Gibanjem klipa od DMT tlak još malo raste, međutim ta je razlika mala do trenutka početka kompresije.

## Izvedbe dvotaktnog motora
Dvotaktni motor je u osnovi jednostavan motor bez kompliciranog razvodnog mehanizma za otvaranje ventila, s relativno jednostavnim održavanjem i dobrom pouzdanošću. Ispiranje cilindra se u tom slučaju izvodi na dva načina, poprečnim sustavom ili obrnutim (petlja) sustavom. Oba sustava postižu otprilike iste rezultate ispiranja i podjednako su u primjeni. Nešto složeniji i kvalitetniji sustav je sustav s uzdužnim ispiranjem, gdje zrak struji uzdužno, ali se u tom slučaju mora imati ventil na glavi motora, što s jedne strane poskupljuje izvedbu, ali omogućava bolje ispiranje motora i poboljšanje ukupnih performansi motora i povećanje ukupnog stupnja iskorištenja na preko 54%, što je najbolji rezultat od svih strojeva koje je čovjek proizveo.
Na slici lijevo vidi se prikaz sva tri načina ispiranja, na prvoj slici je princip izvedbe poprečnog ispiranja, u sredini obrnutog ili petlja ispiranja, a na desnoj slici je prikazano ispiranje kod novijih i modernijih tipova dvotaktnog motora, tj. uzdužno ispiranje. Na slikama je također vidljiv princip izrade kanala na košuljici koji je određan vrstom ispiranja.
Na razvodnom dijagramu desno prikazan je princip rada dvotaktnog motora s ispušnim ventilom. Zatvaranje ventila (i njegovo otvaranje) nema više čvrstu vezu s hodom klipa i trenutak otvaranja i zatvaranja ventila se može izvesti tako da bude optimalan za rad motora. Ispiranje unutar cilindra je poboljšano, a zatvaranje ispušnog ventila prije ispirnog kanala omogućava dodatno prednabijanje (turbo motori).

## Upotreba dvotaktnog motora
Dvotaktni motori se danas manje upotrebljavaju nego nekada, pogotovo izvedenice koje rade po Ottovu procesu. To je stoga što dio gorive smjese izađe neizgoren iz cilindra, te time povećava potrošnju i zagađenja. Stoga se dvotaktni motori sve više zamjenjuju četverotaktnima, i na uređajima koji su nekada bili rezervirani isključivo za dvotaktne. Takav primjer su vanbrodski motori, kod kojih je došlo do gotovo potpune promjene izvedbe, danas je gotovo nemoguće pronaći dvotaktni vanbrodski motor. Dvotaktni motor gubi utrku i na području strojeva za vrt i polje (kosilice, motokultivatori, motorne prskalica,...), gdje se ulažu znatni napori u smanjenju veličina četverotaktnog motora uz povećanje snage. U automobilskoj industriji dvotaktni motor se više ne upotrebljava (gdje je Wartburg!!), a i u motociklizmu je zamijenjen četverotaktnim. Jedino područje gdje dvotaktni motor dominira je brodski pogon, gdje se velika većina brodova pogoni dvotaktnim sporokretnim motorima, najvećim motorima današnjice.